# چنار (جماعت)
چِنار جماعت و شهرکی در شمال غربی تاجیکستان است که در ناحیهٔ پنجکنت ولایت سغد قرار دارد. جمعیت این جماعت ۵٬۳۸۴ نفر است.